# Georges Picot
Georges Marie René Picot (Parigi, 24 dicembre 1838 – Allevard, 16 agosto 1909) è stato un magistrato e storico francese.

## Biografia
Georges Picot era figlio di Charles Picot (Orléans, 4 agosto 1795 - Parigi, 31 gennaio 1870) e di Henriette Bidois (Parigi, 1799 - Parigi, 19 novembre 1862).
Fu giudice presso il Tribunale della Senna e nel 1877 fu direttore Dipartimento degli Affari Penali e di Grazia del Ministero della giustizia. Nel 1885 provò la carriera politica presentandosi alle elezioni, ma senza successo.
La sua opera principale è Histoire des États généraux per la quale per ben due volte fu premiato dall' Académie française nel 1873 e nel 1874. Nel 1904 pubblicò una biografia di W.E. Gladstone.
Il 19 giugno 1865, a Saint-Bouize, sposò Marie Adélaïde Marthe Bachasson de Montalivet (Parigi, 9 ottobre 1844 - Parigi, 2 agosto 1914), figlia di Marthe Camille Bachasson, Conte di Montalivet e pronipote del re Luigi XV di Francia attraverso una delle sue amanti, Catherine Eléonore Bernard (1740 - 1769), dalla quale ebbe sette figli, il terzo dei quali fu il diplomatico François Georges-Picot; la quinta figlia invece fu nonna materna di Valéry Giscard d'Estaing.
Nel 1878 divenne membro dell'Académie des sciences morales et politiques di cui fu segretario perpetuo a partire dal 1896.
Morì ad Allevard-les-Bains nel 1909.

## Pubblicazioni
- Histoire des États généraux: considérés au point de vue de leur influence sur le gouvernement de la France de 1355 à 1614, Paris, Hachette, 1872. (4 voll.) – online: Vol 1, Vol 2, Vol 3, Vol 4
- Le Droit Electoral de L'Ancienne France: Les Elections Aux Etats Generaux Dans Les Provinces de 1302 a 1614, 1874.
- Le Parlement de Paris sous Charles VIII, 1877.
- Étienne Marcel, la légende et la vérité historique, Paris, A. Picard, 1880.
- Socialisme et devoir social, 1890.
- L’Usage de la liberté, Paris, 1893.
- La Lutte contre le socialisme révolutionnaire, Paris, A. Colin, 1895.
- Notice historique sur la vie et les travaux de Jules Simon: lue dans la séance publique annuelle de l’Académie des sciences morales et politiques du 5 décembre 1896, Paris, Firmin Didot, 1896.
- Barthélemy Saint-Hilaire: notice historique, Paris, Hachette, 1899.
- Gladstone, Paris, 1904.